# Elysia vreelandae
Elysia vreelandae is een slakkensoort uit de familie van de Plakobranchidae. De wetenschappelijke naam van de soort is voor het eerst geldig gepubliceerd in 1970 door Marcus & Marcus.